# Коляденко Олена Євгенівна
Оле́на Євге́нівна Коляде́нко, до шлюбу Шипіцина (4 травня 1973)— українська хореографка, режисерка-постановниця та продюсерка гурту Kadnay. Керівниця шоу-балету «Freedom» та гурту «Freedom Jazz».

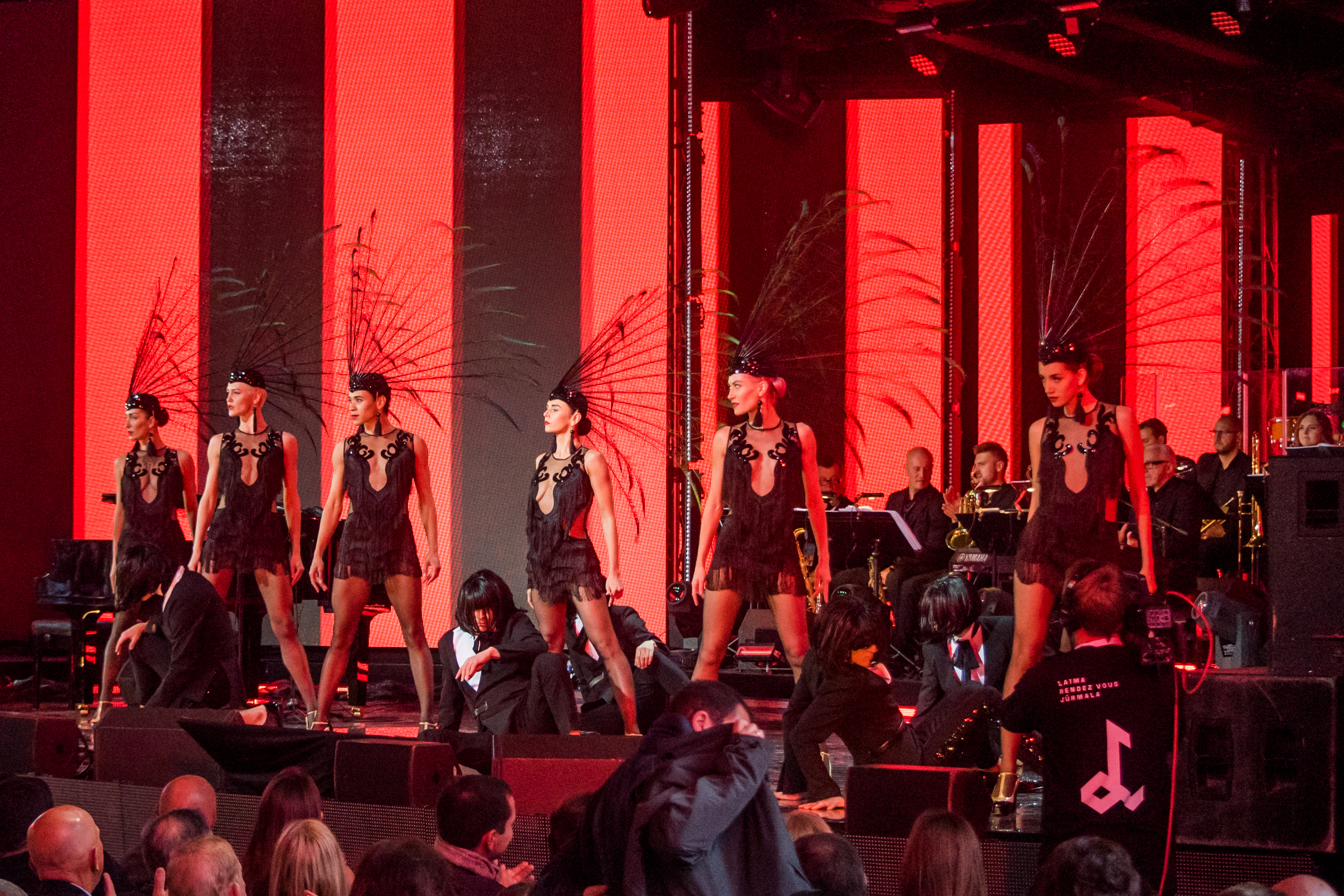
Шоу-балет «Freedom», Юрмала, 2017

## Життєпис
Народилась у БРСР. У сім років разом із сім'єю переїхала до УРСР, зростала у Сумах. Вихованням дочки займалась матір Тамара Іванівна, хореографка, яка керувала фольклорним колективом. Однак матір була проти того, щоб дочка займалась танцями.
Олена Коляденко здобула музичну освіту. У 1992—1994 роках працювала концертмейстеркою у Сумському театрі драми та музичної комедії, грала в оркестрі. У театрі познайомилась із Дмитром Коляденком, з яким одружилася.
У 1993 році організувала у Сумах свій перший колектив естрадного танцю «Арт-классик балет», яким керувала разом із чоловіком. Після розлучення подружжя склад балету майже повністю залишився з Дмитром.
2000 року представила свої постановки на міжнародному фестивалі сучасного руху «Танець 21 сторіччя», де її балет отримав номінацію «Відкриття року». 2001 року— номінація «Найкраще шоу року» на фестивалі «Таврійські ігри».
2002 року Олена Коляденко започаткувала балет «Freedom», у якому вона є художньою директоркою та хореографкою. 2004 року балет представив успішну постановку «Імпровізації на музику Стінга». Відтоді колектив «Freedom» регулярно бере участь в естрадних постановках, телевізійних проєктах та зйомках в Україні й за кордоном. Зокрема, балет співпрацював із Cirque du Soleil та Франко Драгоне.
Олена Коляденко була суддею у телешоу «Танці з зірками». Виступала у ролі педагогині та режисерки-постановниці у шоу «Фабрика зірок».
Деякий час співпрацювала з Джамалою, була її продюсеркою. У 2008 році Джамала виступала солісткою у танцювальному мюзиклі «Па» Олени Коляденко. Однак співпраця завершилася через різне бачення творчого шляху співачки.
Того ж 2008 року заснувала колектив «Freedom Jazz», який виконує музику та виступає у стилі джаз-кабаре. Олена Коляденко була хореографинею-постановницею Джамали на «Новій хвилі 2009».
З 2012 є продюсеркою гурту Kadnay, в якому співає її син Пилип.

## Євробачення
Олена Коляденко була хореографкою-постановницею виступу Світлани Лободи на «Євробаченні 2009».
У 2024 році була складі Національного журі України на Євробачення-2024., яка набрала 24 265 голосів в додатку «Дія».

## Театр

#### «Шафа»
13 лютого 2016 сталася прем'єра вистави в «Молодому театрі» авторкою та режисеркою якого стала Олена Коляденко. Покази досі тривають в місті Київ.

#### «Кабаре»
У 2023 році вперше показали мюзикл «Кабаре» на сцені «Молодого театру», режисеркою якого стала Олена Коляденко та балет «Freedom». Ось як описала цей мюзикл сама режисерка: «Про нас із вами й обставини, у яких доводиться робити вибір. Хтось тікає, хтось нічого не робить і хоче залишатися поза політикою. А хтось, отримуючи можливість переступити в нове життя й почати все з чистого аркуша, знесилений, відмовляється щось змінювати. Слабкий і залежний від влади він не хоче нічого нового, боїться втратити останнє. Також ця вистава про стадний інстинкт».
«Ця постановка для мене — це надзвичайно цікавий виклик як для режисерки. Це глибокий твір про людину та дилеми, з якими вона стикається впродовж життя. Кожний людський досвід унікальний, і кожен обирає власний шлях у цьому прекрасному та водночас жорстокому світі. Неважливо, народився ти сто років тому чи сьогодні. Що б я відчувала на місці головних героїв? Як би вчинила? Я постійно ставлю собі ці питання і, сподіваюся, глядачам відгукнеться моя відповідь», — розповідає режисерка «Кабаре» Олена Коляденко.
«Я настільки вражений…Олена Коляденко перетворила всі мої уявлення про театр…» - сказав Олексій Вертинський.
Всього заплановано 20 показів у місті Київ.
Покази в січні та лютому мали повний солд аут.

## Сім'я
Була одружена з шоуменом Дмитром Коляденком, з яким прожила разом 9 років. У 1993 році народила сина Пилипа.

## Фільмографія
| Рік  | Фільм                  | Роль      |
| ---- | ---------------------- | --------- |
| 2014 | Сила кохання та голосу | режисерка |

Фільм можна подивитися у вільному доступі на YouTube каналі Тіни Кароль.

## Нагороди
| Рік  | Номіновано               | Категорія                      | Нагорода | Результат | Дж     |
| ---- | ------------------------ | ------------------------------ | -------- | --------- | ------ |
| 2018 | Олена Коляденко — Kadnay | «Найкращий менеджмент артиста» | YUNA     | Номінація | [ 23 ] |